# Saint-Floret
Saint-Floret é uma comuna francesa na região administrativa de Auvérnia-Ródano-Alpes, no departamento Puy-de-Dôme. Estende-se por uma área de 12,33 km². Em 2010 a comuna tinha 255 habitantes (densidade: 20,7 hab./km²).
Pertence à rede das As mais belas aldeias de França.